# Ascorhynchus cryptopygius
Ascorhynchus cryptopygius là một loài nhện biển trong họ Ascorhynchidae. Loài này thuộc chi Ascorhynchus. Ascorhynchus cryptopygius được miêu tả năm 1890 voor het eerst wetenschappelijk bởi Ortmann.